# Епископ горњокарловачки Данило (Љуботина)
Данило Љуботина (Српско Поље, око 1660 — 1739) је био српски православни епископ горњокарловачки од 1713. до 1739. године, са архијерејском катедром првобитно у манастиру Гомирју, а потом у Плашком.

## Порекло и ране године
Породица Данила Љуботине старином је потицала из Херцеговине, одакле су се његови преци доселили на хабзбуршка подручја у Карловачкој крајини. Данило је родом из села Брлога. Примио је постриг у тадашњем најзападнијем српском православном манастиру Гомирју и касније је постао игуман овог манастира. Био је један од главних сарадника владике Атанасија Љубојевића, са којим је учествовао у раду знаменитог Крушедолског сабора (1708). На овом сабору је одбрањено црквено и народно јединство православних Срба у хабзбуршким земљама. Пошто је цар Јозеф I признавао епархијску надлежност владике Атанасија само на подручјима Зринопоља, Лике и Крбаве, након владичине смрти (1712) доведен је у питање опстанак јединствене епархије за целокупно подручје Горње Крајине. Љуботина је био извесно време викар митрополита Софронија Подгоричанина.

## Епископска служба
На црквено-народном сабору који је одржан 1713. године у Сремским Карловцима донета је одлука о подели поменутог подручја на две посебне епархије: Горњокарловачку за за предратно подручје Карловачког генералата око манастира Гомирја и Костајничку која је обухватала Зринопоље, Лику и Крбаву. За епископа горњокарловачког изабран је Данило Љуботина, а за епископа костајничког је изабран Дионисије Угарковић. Обојица су већ током исте године добили царску потврду.
Као владика горњокарловачки, Данило Љуботина је првобитно столовао у манастиру Гомирју, а потом је уредио ново средиште епархијске управе у Плашком (1721). Стекао је велике заслуге за уређење епархије и одбрану православља од насртаја римокатоличких бискупа и њихових гркокатоличких штићеника. Додатну дужност владика Данило је добио 1737. године, након смрти костајничког владике Стефана Љубибратића, када му је поверена и привремена управа у упражњеној Костајничкој епархији. Дужности горњокарловачког епископа и костајничког администратора обављао је све до смрти, 29. јануара 1739. године. Тиме је започело петогодишње развобље великих превирања на подручју ових епархија, које су се нашле на мети државних власти и разних противника православне вере. Упорном борбом српског народа и јерархије, Горњокарловачка епархија је одбрањена, а нередовно стање је окончано доласком Павла Ненадовића за новог епископа (1744).